# Weston Workers Bears Football Club
O Weston Workers Bears Football Club é um clube semi-profissional de futebol com sede em Weston, Austrália. A equipe compete no National Premier Leagues.

## História
O clube foi fundado em 1907.